# Ein Mann wie Taffin
Ein Mann wie Taffin ist ein britischer Actionthriller von Francis Megahy aus dem Jahr 1987. Der Film basiert auf einem Roman von Lyndon Mallet.

## Handlung
Mark Taffin finanziert sein Leben als Schuldeneintreiber, er schreckt nicht vor Gewalt zurück. Als im Ort eine neue Zufahrtsstraße zu einer Chemiefabrik auf Kosten der Umwelt gebaut werden soll, organisiert der Lehrer O’Rourke Widerstand. Er bittet den ehemaligen Schüler Taffin um Hilfe, der lehnt die Bitte jedoch zuerst ab.
Später hilft Taffin doch seinem Ex-Lehrer und kämpft gegen die Fabrikbesitzer. Seine Freundin Charlotte täuscht vor, sie würde vor einem Angreifer fliehen; der Fabrikdirektor nimmt sie in seinem Auto mit. Später täuscht Charlotte vor, der Mann hätte sie vergewaltigen wollen. Nachdem er von Taffin erpresst wird, stoppt er die Investition.
Auf Taffin werden Killer angesetzt, die er überwältigt. Da er in der Stadt nicht mehr gerne gesehen wird, taucht er unter. Charlotte setzt sich für ihren Freund ein und wirft den Ortsbewohnern vor, sie seien undankbar.
Charlotte verlässt die Stadt. Als sie in einen Bus einsteigen will, wird sie von hinten geschubst. Sie dreht sich um und sieht den lächelnden Taffin.

## Kritiken
- „Fadenscheinig konstruierter und schleppend inszenierter Film, der Klischees aneinanderreiht und seine Gewalttätigkeiten mit sozialen Interessen begründet.“ (Lexikon des internationalen Films[1])
- Der Thriller sei verwirrend und nicht spannend. Der Charakter von Mark Taffin sei für die eingeschränkten schauspielerischen Fähigkeiten von Pierce Brosnan zu komplex. Einige Actionszenen seien effektvoll, aber es gebe keine echte Spannung. (Time Out, London)